# Weekendowy Magazyn Filmowy
Weekendowy Magazyn Filmowy – program telewizyjny, poświęcony kinematografii polskiej i światowej, prezentuje kulisy tworzenia filmów, tajemnice planu filmowego, tajniki nieznanych zawodów filmowych, sylwetki znanych i nieznanych mistrzów kina, nowe twarze polskiej kinematografii.
Program był emitowany od września 2008 roku do 19 grudnia 2015 roku w TVP1. Od 18 października 2015 do końca emisji programu prowadzili go Kaja Klimek i Piotr Czerkawski, wcześniej od września 2011 roku do czerwca 2015 roku jednym z gospodarzy WMF był Tomasz Raczek.
Od jesieni 2013 do 2015 program emitowany był co tydzień, dotąd był emitowany co dwa tygodnie.
18 marca 2016 roku na oficjalnym profilu WMF na Facebooku opublikowano post informujący o zakończeniu emisji programu.

## Stałe punkty programu
Od jesieni 2015:
- Gość – rozmowa z gościem programu,
- Kaidoskop – felieton Kai Klimek,
- Kpinomania – felieton Piotra Czerkawskiego,
- Rozmowa – dyskusja prowadzących na temat omawianych filmów,
- Top 3 – notowanie najlepszych filmów pokazywanych w kinach i na DVD,
- Za i przeciw – krótka dyskusja prowadzących mających zwykle przeciwne zdanie na temat wchodzącego filmu do kina[6]

## Prowadzący
- Agnieszka Prokopowicz (2008-2010)[7]
- Adriana Prodeus (2010-2011)[8]
- Tomasz Raczek (2011-2015)[9]
- Kaja Klimek (2014-2015)[9]
- Piotr Czerkawski (październik 2015 – grudzień 2015)[9][2]

## Nagrody
W 2009 program został nominowany do nagród Polskiego Instytutu Sztuki Filmowej w kategorii Audycja radiowa i program telewizyjny, natomiast w 2014 i 2015 roku został dwukrotnie laureatem Nagrody PISF w kategorii Audycja filmowa.